# Athroolopha kabylaria
Athroolopha kabylaria là một loài bướm đêm trong họ Geometridae.